# Rexingen, Bas-Rhin
Rexingen là một xã thuộc tỉnh Bas-Rhin trong vùng Grand Est đông bắc Pháp.